# Provolání Všemu lidu ČSSR
Provolání Všemu lidu Československé socialistické republiky bylo vyhlášení předsednictva ÚV KSČ k občanům ČSSR ze dne 21. srpna 1968, ve kterém byla invaze vojsk Varšavské smlouvy označena za popření základních norem mezinárodního práva a které informovalo občany, že vojska obsazují československé území proti vůli ústavních orgánů a bez jejich vědomí.

## Historie
Dne 20. srpna 1968 ve 23.40 oznámil na schůzi předsednictva ÚV KSČ předseda vlády Oldřich Černík, že na území ČSSR vstoupila vojska Varšavské smlouvy. Kolem půlnoci se na zasedání ÚV KSČ dostavili prezident Ludvík Svoboda a ministr vnitra Josef Pavel.
Přesně v 01.30 předsednictvo ÚV KSČ odhlasovalo většinou hlasů (proti byli čtyři členové) text prohlášení „Všemu lidu ČSSR“. Pro hlasovali František Barbírek, Oldřich Černík, Alexander Dubček, František Kriegel, Jan Piller, Josef Smrkovský a Josef Špaček, proti Vasil Biľak, Drahomír Kolder, Emil Rigo a Oldřich Švestka. Podle Pamětí Vasila Biľaka Barbírek a Piller nejprve slíbili podporu protireformnímu křídlu v KSČ a na poslední chvíli změnili stanovisko a hlasovali společně s Dubčekem. Ostatní členové předsednictva jako prosovětští Miloš Jakeš nebo Alois Indra hlasovací právo neměli.
Následně provolání telefonicky diktoval Zdeněk Mlynář do Československého rozhlasu. Ve stejnou dobu rozhlas ústy hlasatele Vladimíra Fišera vysílal na stanici Praha a na všech připojených vysílačích upozornění, aby posluchači nevypínali přijímače, probudili své sousedy a vyčkali důležité informace, která se v brzké době objeví ve vysílání.
V 01.50 začal Československý rozhlas vysílat prohlášení Všemu lidu ČSSR. Oznámení bylo po prvních větách přerušeno, neboť byl na příkaz Karla Hoffmanna – ředitele Ústřední správy spojů, vyřazen rozhlasový vysílač na středních vlnách z provozu. Po něm byly odpojeny všechny rozhlasové vysílače, které nahradila vysílačka „Vltava“, která ihned začala na vlně 210 metrů šířit sovětskou propagandu. Vysílání ovšem běželo i nadále v rozhlase po drátě. Provolání bylo znovu opakováno v 02.30.
Ve 04.30 opět Československý rozhlas zahájil pravidelné vysílání. Zveřejnil provolání Všemu lidu ČSSR a informoval o situaci v zemi.
Následně byl text provolání vytištěn i ve zvláštním vydání Rudého práva z 21. srpna 1968.

## Text
Text provolání Všemu lidu Československé socialistické republiky od ÚV KSČ ze dne 21. srpna 1968:
Všemu lidu Československé socialistické republiky
Včera, dne 20. srpna 1968, kolem 23. hod. [večer] překročila vojska Sovětského svazu, Polské lidové republiky, Německé demokratické republiky, Maďarské lidové republiky a Bulharské lidové republiky státní hranice Československé socialistické republiky. Stalo se tak bez vědomí prezidenta republiky, předsedy Národního shromáždění, předsedy vlády i prvního tajemníka ÚV KSČ a těchto orgánů.
V těchto hodinách zasedalo předsednictvo ÚV KSČ a zabývalo se přípravou XIV. sjezdu strany. Předsednictvo ÚV KSČ vyzývá všechny občany naší republiky, aby zachovali klid a nekladli postupujícím vojskům odpor. Proto ani naše armáda, Bezpečnost a Lidové milice nedostaly rozkaz k obraně země.
Předsednictvo ÚV KSČ považuje tento akt za odporující nejenom [všem] zásadám vztahů mezi socialistickými státy, ale za popření základních norem mezinárodního práva.
Všichni vedoucí funkcionáři státu, KSČ i Národní fronty zůstávají ve svých funkcích, do nichž byli jako představitelé lidu a členů svých organizací zvoleni podle zákonů a jiných norem platných v Československé socialistické republice. Ústavními činiteli je okamžitě svoláváno zasedání Národního shromáždění, vlády republiky, předsednictvo ústředního výboru KSČ svolává plénum ÚV KSČ k projednání vzniklé situace.
Předsednictvo ÚV KSČ

21. 8. 1968

## Odraz v kultuře
Provolání Všemu lidu ČSSR se po Sametové revoluci také objevilo v několika českých filmech, jako například ve filmu Pelíšky z roku 1999 nebo ve filmovém muzikálu Rebelové z roku 2000. Také se objevilo v seriálu Vyprávěj z roku 2009, kde byl vytvořen speciální díl k této události. Archivní záznam provolání z vysílání Československého rozhlasu byl také v roce 1992 použit jako úvod písně „Ruská“ z desky Jsme v hajzlu kapely S.P.S.